# Anna Kalmanovich
Anna Kalmanovich (Imperio Ruso, 1877 – Tallin, Estonia, 16 de noviembre de 1920) fue una activista  feminista, escritora y sufragista rusa. Sus actividades públicas comenzaron con la filantropía en el decenio de 1890 y pasaron al feminismo activista en los decenios siguientes.

## Biografía
Kalmanovich nació en el Imperio Ruso en fecha incierta que algunas fuentes sitúan sobre el año 1877.
Se casó con Samuil Eremeevich Kalmanovich, "un prominente abogado defensor involucrado en muchos de los principales juicios políticos antes y durante la Revolución de 1905". Tuvieron hijos, pero no se sabe nada de ellos. 
Falleció el 16 de noviembre de 1920 en Tallin, la capital de Estonia desde su independencia del Imperio Ruso en 1918, donde se refugió con su marido tras salir de Rusia.

## Trayectoria
Fundó la Sociedad Hebrea de Saratov para el Cuidado de los Enfermos (Saratovskoe Evreiskoe Popechitel'stvo o Bol'nykh) en 1893 y fue su presidenta hasta 1904.
Pronunció su primer discurso público en diciembre de 1904, un informe sobre el congreso de ese año del Consejo Internacional de Mujeres en Berlín. Los ataques antisemitas y ultranacionalistas de la Centurias Negras la obligaron a huir de Saratov. 
En el exilio, Kalmanovich pudo asistir a los congresos de la Alianza Internacional para el Sufragio Femenino en 1906 y 1908 y pudo dar conferencias sobre el movimiento feminista a grupos de exiliados rusos en Suiza.
A su regreso a Moscú en 1908, Kalmanovich se unió a la que fue la segunda asociación feminista del país, fundada en 1905, la Unión Panrusa para la Igualdad de las Mujeres (en ruso: Всероссийский союз равноправия женщин) conocida también como Unión de Mujeres. Además, comenzó a escribir para su revista, Unión de Mujeres (Soiuz Zhenshchin) y también para El Heraldo de la Mujer (Zhenskii Vestnik).
Posteriormente se unió a la Liga Rusa para la Igualdad de la Mujer (en ruso: Всероссийская лига равноправия женщин) en 1908.
También es autora de varios folletos sobre cuestiones relativas a las mujeres y contribuyó en numerosas revistas rusas y extranjeras dedicadas al movimiento feminista.

### Feminismo
El Primer Congreso Panruso de Mujeres tuvo lugar del 10 al 16 de diciembre de 1908. Tras la revolución rusa de 1905, se dio un período de reacción que duró desde 1907 hasta 1912. A pesar de este contexto y bajo supervisión policial en cada una de las sesiones, se celebró este congreso que reunió a la diversidad de grupos feministas de la época, como la Sociedad de Ayuda Mutua, representada por Anna Shabanova, Anna Filosofova, Olga Shapir, Evgeniia Chebysheva-Dmitrievna y Evgeniia Avilova-, activistas de la Unión de Mujeres -como Liudmila von Ruttsen, María Chejova, Ekarina Schepkina y María Blandova- y también la Doctora María Pokrovskaia del Partido Progresista.
El lema del congreso, elegido por Alejandra Kollontai, fue "El movimiento de mujeres no debe ser burgués ni proletario, sino un movimiento de todas las mujeres". Feministas como María Pokrovskaia, Anna Kalmanovich, Ekarina Shchepkina entre otras, pronunciaron conferencias y discursos con ese espíritu de convocatoria animando a las mujeres de cualquier clase y condición para que se uniesen al congreso.
Anna Kalmanovich, intervino en el congreso, como integrante de la Unión de Mujeres, con un discurso titulado "El movimiento de las mujeres y la actitud de los partidos hacia él" ("Zhenskoe Dvizhenie i Otnosheniia Partii k Nemu"). Su discurso fue una crítica directa a los partidos políticos de todo signo, pero sobre todo arremetió contra los socialdemócratas, por no defender los derechos de las mujeres y concretamente el derecho al sufragio. Acusó a los marxistas de ser hipócritas y puso como ejemplos los casos de Bélgica y Austria (anteriormente criticados por las socialdemócratas alemanas) donde los partidos socialistas accedieron a la ampliación del sufragio para los obreros, pero no así para las mujeres.
Sobre los conservadores escribió que nunca apoyarían a las mujeres en su búsqueda de igualdad y equidad ya que para la lógica conservadora, la mujer "de valor" o "verdadera" mujer era la que garantizase el mantenimiento del estatus masculino en el control del poder, ya fuese en la esfera familiar, sumisa al hombre, o en el ámbito laboral, en posiciones subordinadas. Concluyendo que bajo el punto de vista conservador, el lugar de las mujeres bajo su lógica, sería el de la limitación y la sumisión.
La autora declaró: “ansío convencer a las mujeres de que no deben esperar la libertad de los hombres, no importa cómo ellos se llamen: liberales, conservadores o socialdemócratas. En cuanto el hombre tenga la oportunidad de oprimir y humillar a la mujer, lo hará”. Kalmanovich creía que “el movimiento feminista no es partidario”. 
Así, para una sociedad machista acostumbrada a desconfiar de la figura femenina, como en la persecución y quema de brujas, es muy consciente de lo progresista que es la mente femenina y se negará a aceptar y ofrecer cualquier ayuda a las mujeres para no interferir en su orden social. También argumentó que el feminismo no es partidista y no debe confiar en que los hombres se preocupen por sus demandas y supuestos, porque “los hombres de todos los grupos y de todas las clases sociales están vitalmente interesados en la esclavitud de la mujer". Por lo tanto, es necesario que las mujeres se organicen entre ellas y tengan claro que deben buscar la libertad y la equidad, sin contar con la ayuda de los hombres y de ningún partido.
Las conclusiones de Kalmanovich fueron muy criticadas en el congreso y la acusaron de querer dividir el mundo en dos campos opuestos entre mujeres y hombres.

## Obras
- El movimiento de mujeres y su relación con el partido. Informe para el 1er Congreso de Mujeres de Rusia el 15 de diciembre 1909. San Petersburgo, Тип. Б.М. Вольфа, 1911, 15 p.
- Sufragistas o suffragettes. Informe leído en San Petersburgo en marzo de 1910. San Petersburgo, Тип. Б.М. Вольфа, 1911, 76 p.